# Grimoald der Jüngere
Grimoald der Jüngere (lateinisch Grimoaldus; * um 680; † April 714 in Lüttich) war ein Sohn Pippins des Mittleren und der Plektrudis und ein Urenkel Arnulfs von Metz sowie Halbbruder Karl Martells. Er war Hausmeier von Neustrien (ca. 697 – April 714) und Herzog von Burgund und/oder Herzog der Champagne (708 – April 714).
Sein Vater machte ihn um 697 zum Hausmeier in Neustrien. Nach dem Tod seines älteren Bruders Drogo 708 übernahm er auch Teile von dessen Herrschaft als Dux von Burgund, nach anderer Quelle als Dux der Champagne. Grimoald war mit Theudesinda verheiratet, der Tochter des Friesenfürsten Radbod. Grimoald hatte außerdem einen Sohn, Theudoald († 715), dessen Mutter unbekannt ist, und der 714 bis 715 ebenfalls als Hausmeier fungierte. Grimoald wird 723 als nepos Karl Martells bezeichnet. Er wurde im April 714 in der Kirche St. Lambert in Lüttich von einem heidnischen Friesen erschlagen und eben dort beerdigt.